# Faye Njie
Faye Njie (23 de novembro de 1993) é um judoca gambiano. Competiu nos Jogos Olímpicos de Verão de 2024 em Paris. Foi eliminado na primeira fase pelo espanhol Salvador Cases.
Ganhou uma medalha de prata nos Jogos Africanos de 2015, em Brazzaville. Qualificou-se para os Jogos Olímpicos do Rio com base na quota continental para África. Treina na Finlândia. Perdeu por pouco para o atual medalhista de ouro dos Jogos Asiáticos, Didar Khamza (KAZ), na sua única competição nos Jogos Olímpicos do Rio 2016. Garantiu uma medalha de prata nos Jogos da Commonwealth em Birmingham, em 2022. Ganhou uma medalha de bronze no Campeonato Africano de 2024, no Cairo.